# Louis Colombier
Louis Colombier, né le 12 septembre 1773 à Équancourt et mort le 3 mai 1848 à Lille, est un marchand, propriétaire terrien et homme politique français. 

## Biographie

### Les débuts
Louis Charles André Colombier, naît en 1773 à Équancourt d'une modeste famille de cultivateurs ; ses parents sont éleveurs de pigeons mais il franchit avec rapidité tous les stades de l'élévation sociale. Il est destiné d'abord à l'état ecclésiastique, bien instruit par ses parents. Mais la Révolution vient contrarier ses projets. Il devient alors secrétaire d'un commissaire politique qui accompagne les armées.

### Esquelbecq
Après avoir fait fortune réalisée en suivant les armées napoléoniennes à qui ils fournissent tout le nécessaire pour rendre la vie du soldat meilleure il monte une entreprise de fabrication de toiles et sarreaux à Lille. En 1825, l'entreprise emploie 2 000 ouvriers dont beaucoup travaillent à domicile, il possède aussi une usine de tissage à Quesnoy-sur-Deûle et une filature de lin à Haubourdin. Il signe alors Colombier - Batteur, associant son épouse à la fortune

### Château d'Esquelbecq
Il rachète le château d'Esquelbecq et le terrain (soit environ 150 hectares) à la marquise de Béthisy (Adèle Mathilde de Guernonval 1787-1839) le 1er octobre 1821. Il va se consacrer à la restauration du château (relèvement de la tour de guet), et à la création du parc paysager, tout en doublant la superficie du domaine.
Il est aussi l'ami de Lamartine. Henri Cochin dans Lamartine et la Flandre le décrit ainsi : « Le plus grand propriétaire terrien du département [...] Il était très charitable et donnait du travail à tout le pays [...] il a fait défricher, autour de son château, une vaste futaie. Les siens ont pu regretter le beau bois, mais le défrichement augmentait les terres arables et faisait vivre des centaines d'ouvriers ». Alphonse de Lamartine, alors député de Bergues, rend plusieurs fois visite à Charles Louis André Colombier dans son château.

### Engagement en tant que maire, mort et héritage
De 1830 à 1848, il est maire de la commune et joue de son influence pour qu'Esquelbecq ait une gare sur la ligne de chemin de fer Lille-Dunkerque ce qui est réalisé en 1848. L’arrivée des premiers trains en 1848 est à l’origine de l’implantation d’industries et de commerces du négoce. À sa mort en 1848, sa fortune est estimée à plus de deux millions de francs selon son notaire, avec une collection de tableaux et statues conservés dans son château ainsi qu'une bibliothèque qualifiée de somptueuse. Il possède près de 800 hectares de terres et de nombreuses fermes dans le département. le château, est transmis par héritage à la descendance de sa fille Clarisse, madame Alphonse Bergerot-Huet. Une rue d'Esquelbecq porte son nom et son portrait est légué à la commune.